# إيف هوبير
إيف هوبير (بالفرنسية: Yves-André Hubert)‏ هو مخرج وممثل فرنسي، ولد في 1953.

## وصلات خارجية
- إيف هوبير على موقع IMDb (الإنجليزية)
- إيف هوبير على موقع ألو سيني (الفرنسية)
- إيف هوبير على موقع قاعدة بيانات الفيلم (الإنجليزية)
- إيف هوبير على موقع كينوبويسك (الروسية)